# Drake af Hagelsrum
Adelsätten Drake af Hagelsrum är en utgrening från den västgötska frälsesläkten Hand. Landshövdingen Arvid Knutsson Drake (död troligen 1618), son till fältöversten Knut Håkansson (Hand) och Märta Arvidsdotter, tillhörande de så kallade   Västbo-Drakarnas släkt, erhöll 26 november 1574 kungligt tillstånd av Johan III att upptaga moderns släktnamn Drake. Arvid Knutsson blev härigenom stamfader för adliga ätten Drake af Hagelsrum, som introducerades 1625 10/3–4/4 som adlig släkt nr 90. Han förde som oftast Drakevapnet men ättlingarna bibehöll det fäderneärvda vapnet (en uppåtvänd hand).
Hagelsrum, som ätten har fått sitt namn efter ligger i nuvarande Hultsfreds kommun i Kalmar län. Det ägdes av släkten från 1565 men indrogs till Kronan under senare delen av 1600-talet.

## Personer

### Alfabetiskt ordnade
- Adolf Drake (1833–1905), baptistpredikant
- Arvid Drake (1619–1687), adelsman och officer
- Arvid Drake (konstnär) (1822–1863), kanslist och tecknare
- Arvid Knutsson Drake  (död 1618), militär, landshövding och hovman
- Bror Drake af Hagelsrum (1875–1960), dekorationsmålare
- Carl Magnus Drake (1668–1739), militär
- Erik Drake (militär) (1625–1674), militär och hovman
- Erik Drake (musiker) (1788–1870), musikteoretiker, musikpedagog och kompositör
- Gustaf Drake (1634–1684), militär och sjörövare
- Gustaf Axel Ludvig Drake (1834–1893), skolman och pedagogisk författare
- Gösta Drake (1867–1944), militär och idrottsledare
- Hans Drake (död 1653), militär och landshövding
- Johan Otto Drake (1847–1912), jurist och borgmästare
- Knut Drake (död 1639), kavalleriofficer och slottshövitsman
- Wolfgang Drake (1824–1863), kostymordonnatör och tecknare

### Kronologiskt ordnade
- Arvid Knutsson Drake  (död 1618), militär, landshövding och hovman
- Knut Drake (död 1639), kavalleriofficer och slottshövitsman
- Hans Drake (död 1653), militär och landshövding
- Arvid Drake (1619–1687), militär
- Erik Drake (militär) (1625-1673), militär och kammarherre
- Gustaf Drake (1634-1684), militär och sjörövare
- Carl Magnus Drake (1668-1739), militär
- Erik Drake (musiker) (1788-1870)
- Arvid Drake (konstnär) (1822–1863), kanslist och tecknare
- Wolfgang Drake (1824–1863), kostymordonnatör och tecknare
- Adolf Drake (1833–1904), lärare och baptistpredikant
- Gustaf Axel Ludvig Drake (1834-1893), språklärare och läroboksförfattare
- Johan Otto Drake (1847-1912), jurist och borgmästare
- Gösta Drake (1867-1944), idrottsledare och militär
- Bror Drake af Hagelsrum (1875–1960), dekorationsmålare